# Polygonum lencoranicum
Polygonum lencoranicum là một loài thực vật có hoa trong họ Rau răm. Loài này được Kom. miêu tả khoa học đầu tiên.